# RNA干渉

レンチウイルスによる哺乳類細胞へのshRNAのデリバリーとRNAi機構

RNA干渉（RNAかんしょう、英: RNA interference、RNAi）は、二本鎖RNA（dsRNA）が翻訳抑制または転写抑制によって遺伝子の発現を配列特異的に抑制する生物学的過程である。RNAiは歴史的には、"co-suppression"、"post-transcriptional gene silencing"（PTGS）、"quelling"といった名称で知られていた。これらの過程は見かけ上異なるものの、それぞれに対して詳細な研究が行われ、これらの実体はすべてRNAiであることが明らかにされた。アンドリュー・ファイアーとクレイグ・メローは、1998年に発表された線虫Caenorhabditis elegansにおけるRNAiに関する業績によって、2006年にノーベル生理学・医学賞を受賞した。RNAiとその調節の可能性が発見されて以降、RNAiが目的の遺伝子を抑制する多大な可能性を有していることが明らかとなった。現在ではRNAiは、遺伝子抑制を目的としたアンチセンス治療よりも正確かつ効率的で安定なより良い治療法であることが知られている。
RNAiでは、miRNAとsiRNAという2つのタイプの低分子RNAが中心的役割を果たす。RNAは遺伝子の直接産物であり、こうした低分子RNAは酵素複合体を指揮し、mRNAの分解や翻訳の阻害といった、転写後段階での遺伝子サイレンシングを介して標的遺伝子の活性を低下させる。さらに、siRNAやmiRNAに相補的なゲノム領域でDNAのメチル化を触媒する酵素複合体による、転写前段階でのサイレンシング機構も存在し、それによって転写が阻害されることもある。RNAiは、ウイルスやトランスポゾンといった寄生性のヌクレオチド配列に対する細胞の防御に重要な役割を果たす。また、発生にも影響を与える。
RNAi経路は動物を含む多くの真核生物でみられ、Dicerによって開始される。Dicerは長いdsRNA分子を約21ヌクレオチドからなる短いsiRNA二本鎖断片へと切断する酵素である。その後、siRNAは2つの一本鎖RNA（ssRNA）、すなわちパッセンジャー鎖とガイド鎖へと巻き戻される。パッセンジャー鎖は分解され、ガイド鎖はRNA誘導サイレンシング複合体（RISC）へと取り込まれる。RNAi経路の中で最もよく研究されているのは転写後段階での遺伝子サイレンシングであり、この過程ではガイド鎖がmRNA分子中の相補的な配列と対合し、RISCの触媒要素であるArgonaute2（Ago2）による切断が誘導される。一部の生物種では、当初のsiRNA濃度が限定的なものであっても、この過程が増幅し、全身に拡散する。
細胞に導入された合成dsRNAは目的の遺伝子の選択的かつ強固な抑制を誘導することとができるため、RNAiは培養細胞においても個体レベルにおいても有益な研究ツールである。RNAiは細胞内の各遺伝子を体系的にオフにする大規模スクリーニングに利用することができ、細胞分裂などのイベントや特定の細胞過程に必要な要素の同定のために活用することができる。また、この経路はバイオテクノロジーや医療、そして殺虫剤など実用的なツールとしても利用されている。

## 細胞機構

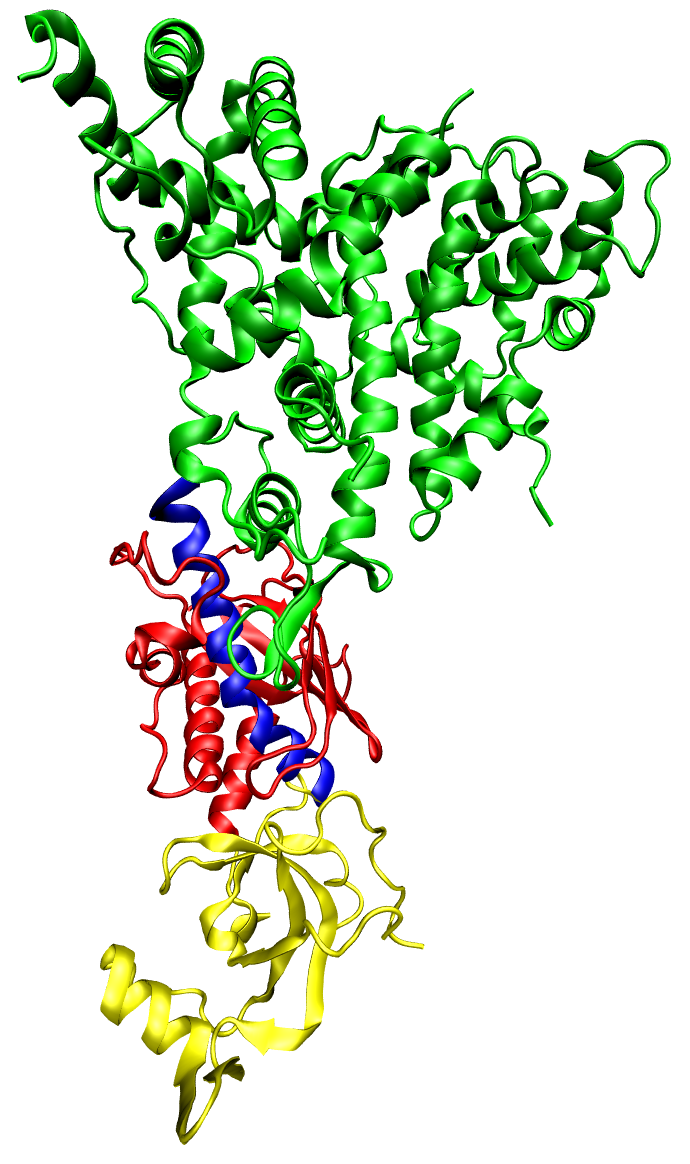
ジアルジアGiardia intestinalis由来Dicerタンパク質。dsRNAからsiRNAへの切断を触媒する。RNaseドメインは緑色、PAZドメインは黄色、プラットホームドメインは赤色、コネクターヘリックスは青色で示されている。

RNAiは、RNA誘導サイレンシング複合体（RISC）によって制御されるRNA依存的遺伝子サイレンシング過程であり、細胞質に存在する短い二本鎖RNA（dsRNA）分子によって開始される。dsRNAが外因性のもの（RNAゲノムを持つウイルスの感染や実験室的操作に由来するもの）である場合には、RNAは直接細胞質に取り込まれ、Dicerによって短い断片へと切断される。ゲノム中のRNAコーディング遺伝子から発現したpre-miRNAなどのように、RNAi経路を開始するdsRNAは内因性のもの（細胞に由来するもの）である場合もある。こうした遺伝子に由来する一次転写産物は、まず核内でpre-miRNAに特徴的なステムループ構造を形成するようプロセシングされる。その後、外因性と内因性の2つのdsRNA経路はRISCへと集約される。
外因性のdsRNAはリボヌクレアーゼタンパク質であるDicerによってRNAiを開始する。Dicerは植物ではdsRNA、ヒトではshRNAと結合して切断を行い、3'末端に2ヌクレオチドの突出部を持つ20–25塩基対の二本鎖断片を形成する。この長さは、標的遺伝子に対する特異性を最大化し、かつ非特異的な効果を最小化することが複数の生物種のゲノムに対するバイオインフォマティクス研究から示唆されている。こうした短い二本鎖断片はsiRNAと呼ばれる。その後、RISCローディング複合体（RLC）によって、siRNAは一本鎖へと分離されて活性型のRISCへ取り込まれる。ショウジョウバエのRLCはDcr-2（Dicer2）とR2D2を含み、Ago2とRISCの一体化のために重要である。TAF11はDcr-2とR2D2の四量体化を促進してRLCを組み立て、siRNAに対する結合親和性を10倍増加させる。TAF11との結合によって、R2D2/Dcr2-initiator（RDI）複合体はRLCへと変換される。R2D2にはタンデムに並んだdsRNA結合ドメインが存在し、siRNA二本鎖の熱力学的に安定な末端を認識する。一方、Dcr-2は熱力学的安定性の低い末端を認識する。RISCへのRNAのローディングは非対称的であり、Ago2のMIDドメインはsiRNAの熱力学的に不安定な末端を認識する。そのため、5'末端がMIDドメインに認識されなかったパッセンジャー鎖は放出され、もう一方のガイド鎖はAgoと協調的にRISCを形成する。
RISCへと取り込まれた後、siRNAは標的mRNAと塩基対を形成して切断を行い、そのmRNAが翻訳の鋳型として利用されることを防ぐ。siRNAとは異なり、miRNAがロードされたRISCはmRNA上の相補性領域を探してスキャンする。 miRNAは通常不完全な相補性でmRNAの3' UTR領域に結合し、リボソームが翻訳のためにアクセスすることを防ぐ役割を果たす。

### miRNA

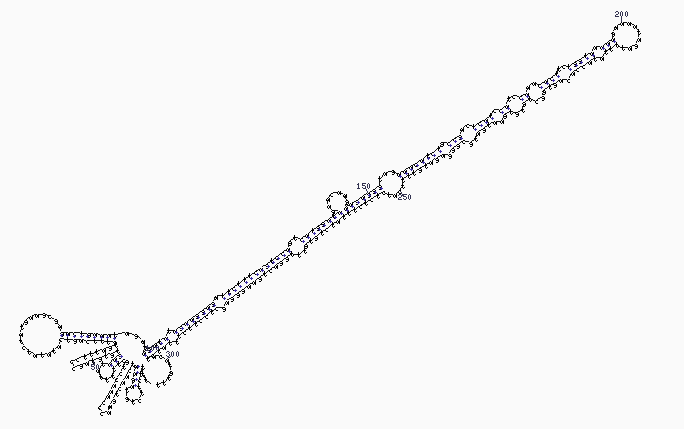
Brassica oleracea由来pri-miRNAのステムループ型二次構造

miRNAはゲノムにコードされたノンコーディングRNAであり、特に発生過程において遺伝子発現の調節を補助する。広義のRNAiには、外来dsRNAから産生されるsiRNAによるものに加え、miRNAによる内因性の遺伝子サイレンシング効果も含まれる。成熟したmiRNAは外因性dsRNAから産生されたsiRNAと構造的に類似しているが、成熟するまでに広範囲の転写後修飾を必要とする。miRNAは最終産物よりもずっと長いRNAコーディング遺伝子からpri-miRNA（primary miRNA）と呼ばれる一次転写産物として発現し、核内でマイクロプロセッサー複合体によってステムループ構造を持つ約70ヌクレオチドの長さのpre-miRNA（precursor miRNA）へとプロセシングされる。マイクロプロセッサー複合体には、Droshaと呼ばれるRNase III酵素とdsRNA結合タンパク質DGCR8が含まれる。Dicerはこのpre-miRNAのdsRNA部分に結合して切断を行い、RISCに取り込まれる成熟型miRNA分子が産生される。これより下流では、miRNAとsiRNAは同様の装置を利用する。ウイルス由来のmiRNAとしては、エプスタイン・バール・ウイルス（EBV）にコードされたものが最初に記載された。それ以降、ウイルスでは多くのmiRNAの記載がなされている。VIRmiRNAは、ウイルス性のmiRNAとその標的、そして抗ウイルス性miRNAに関する総合的なカタログである。
miRNAは長いdsRNA前駆体に由来するsiRNAとはいくつかの点で異なる。特に動物では、miRNAと標的mRNAとの塩基対形成は不完全であることが一般的であり、また類似した配列を持つ多くの異なるmRNAの翻訳を阻害する。対照的に、siRNAは通常は完全な塩基対形成を行い、唯一の特異的な標的に対してのみmRNAの切断を誘導する。ショウジョウバエやC. elegansでは、miRNAとsiRNAはそれぞれ異なるArgonauteタンパク質とDicer酵素によってプロセシングされる。

### 3' UTRとmiRNA
mRNAの3' UTRには、転写後にRNAiを引き起こす調節配列が存在することが多い。こうした3' UTRには、miRNAの結合部位と調節タンパク質の結合部位の双方が存在することが多い。miRNAは3' UTR内の特定の部位に結合することで、翻訳の阻害または転写産物の分解によって遺伝子発現を低下させる。また、3' UTRにはmRNAの発現を阻害するリプレッサータンパク質が結合するサイレンサー領域が存在する場合もある。
miRNAの配列とアノテーションがアーカイブされているウェブサイトmiRBaseには、2014年時点で233の生物種の28,645種類のエントリが登録されている。miRNAには平均して約400種類の標的ｍRNAが存在する（数百の遺伝子の発現に影響を与える）ことが予測されている。ヒトのmRNAの3' UTRにはバックグラウンドレベルよりも高い水準で保存されている標的部位が45,000か所以上存在し、タンパク質コーディング遺伝子の60%以上に対してmiRNAとの対合を維持するような選択圧がはたらいていると推定されている。
1種類のmiRNAが数百種類のmRNAの安定性を低下させる場合があることは、直接的な実験により示されている。一方他の実験では、1種類のmiRNAが数百種類のタンパク質の産生を抑制する可能性があるものの、多くの場合こうした抑制は比較的弱いもの（2倍未満）であることが示されている。
miRNAによる遺伝子発現の調節の異常は、がんにおいて重要であるようである。一例として、消化器がんでは9種類のmiRNAにエピジェネティックな変化が生じ、DNA修復酵素をダウンレギュレーションする作用を示していることが同定されている。
miRNAによる遺伝子発現調節の異常は、統合失調症、双極性障害、大うつ病、パーキンソン病、アルツハイマー病、自閉症スペクトラム障害など精神神経疾患にも重要であるようである。

### RISCの活性化と触媒
外因性のdsRNAには、C. elegansではRDE-4、ショウジョウバエではR2D2と呼ばれるエフェクタータンパク質が検知して結合し、Dicerの活性を刺激する。このタンパク質は長いdsRNAにのみ結合するが、こうした長さに対する特異性を生み出す機構は不明である。その後、このRNA結合タンパク質は切断されたsiRNAのRISCへの移行を促進する。
C. elegansでは、Dicerによって産生された「一次性」のsiRNAを鋳型として「二次性」のsiRNAが合成されることで、この開始応答は増幅される。こうした「二次性」のsiRNAはDicerによって産生されたsiRNAとは構造的に異なり、RNA依存性RNAポリメラーゼ（RdRP）によって産生されているようである。

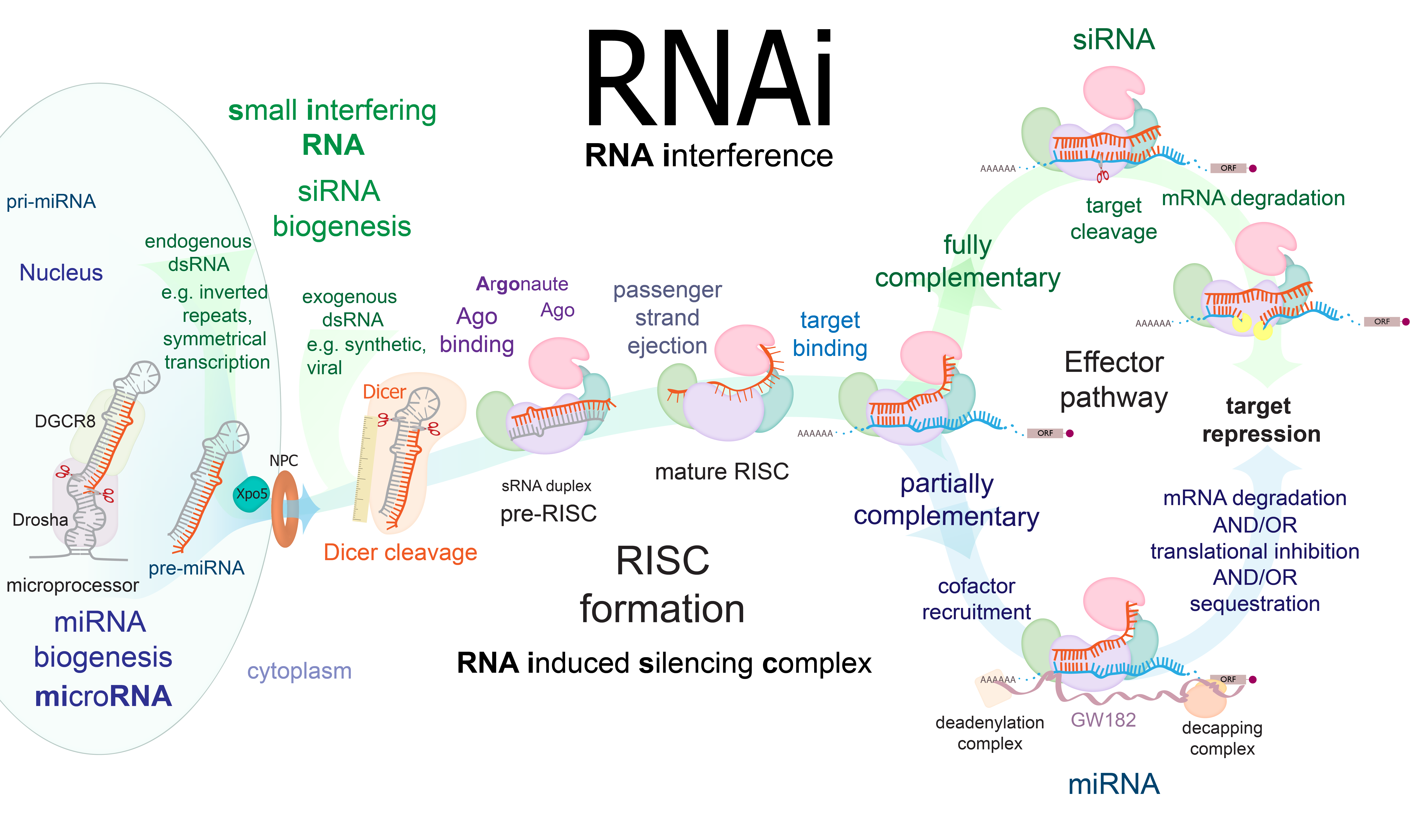
低分子RNAの生合成: pri-miRNAは核内で転写された後、ヘアピン型に折り返され、マイクロプロセッサー複合体によってトリミングされて60–70ヌクレオチドのpre-miRNAが形成される。pre-miRNAは核膜孔複合体（NPC）を通って細胞質へ輸送され、そこでDicerによって約20ヌクレオチドのmiRNA二本鎖へとさらにトリミングされる（pre-siRNAもこの段階で経路に加わる）。その後、この二本鎖はAgoへロードされてpre-RISCが形成され、パッセンジャー鎖が放出されて活性型RISCが形成される。

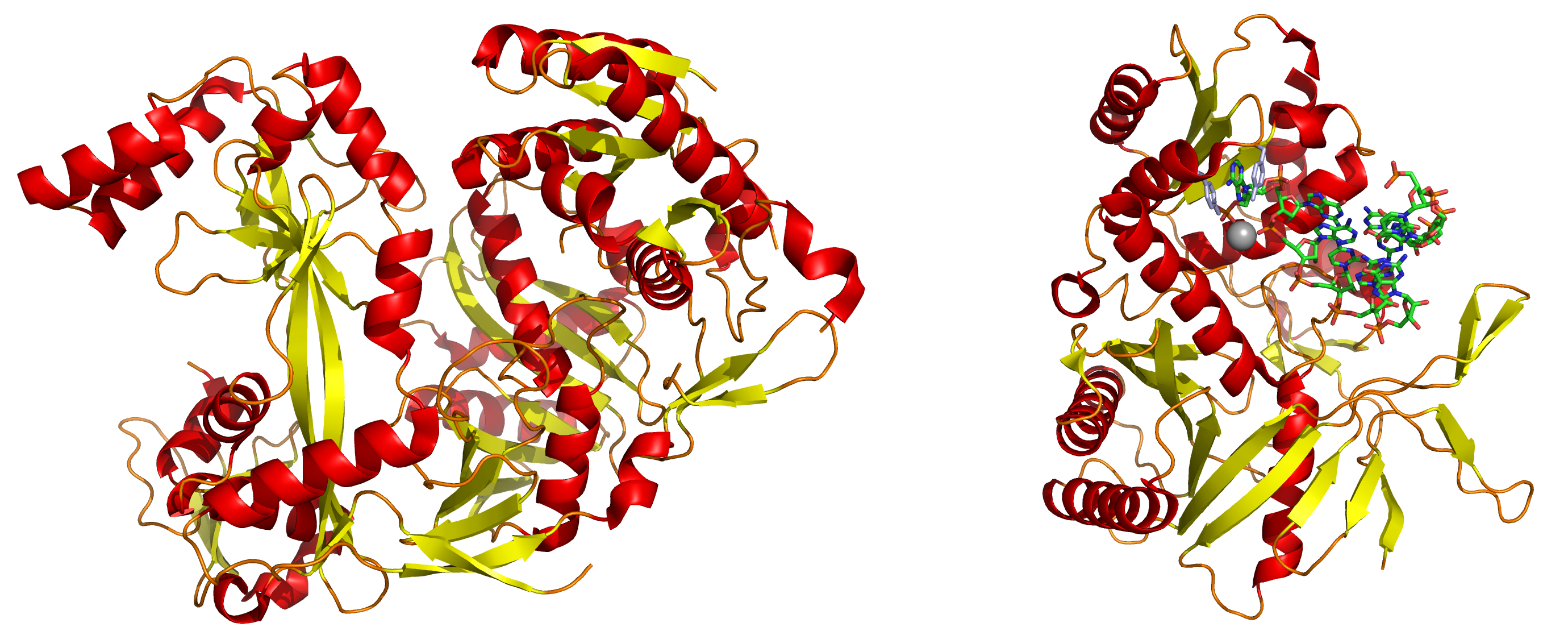
左: 古細菌 Pyrococcus furiosus由来のArgonauteタンパク質全長構造。右: dsRNAと複合体を形成したArgonauteタンパク質のPiwiドメイン。

RISCの活性を担う構成要素はArgonauteタンパク質と呼ばれるエンドヌクレアーゼであり、結合したsiRNAに相補的な標的mRNAを切断する。Dicerによって形成される断片は二本鎖であるため、理論上は双方の鎖が機能的なsiRNAとなることができる。しかしながら、2本の鎖のうちArgonauteタンパク質に結合し、遺伝子サイレンシングを指揮するのは、ガイド鎖と呼ばれる一方の鎖のみである。もう一方の鎖はパッセンジャー鎖またはアンチガイド鎖と呼ばれ、RISCの活性化の過程で分解される。当初はATP依存的なヘリカーゼによって2つの鎖が分離されると考えられていたが、この過程は実際にはATP非依存的であり、RISCの構成要素によって直接行われることが示されている。しかしながら、in vitroにおけるATP存在下と非存在下でのRNAiの速度論的解析からは、触媒後の複合体から切断されたmRNAを巻き戻して除去するためにATPが必要である可能性が示されている。ガイド鎖は5'末端の対合の安定性が低い傾向があるが、RISCへの取り込みの前のDicerによるdsRNAの切断の方向には影響を与えない。Dicerではなく、R2D2タンパク質がより安定性の高いパッセンジャー鎖の5'末端に結合することが鎖の識別因子として機能している可能性がある。
Argonauteタンパク質のRNA結合の構造的基盤は、RNAが結合したArgonauteタンパク質のドメインのX線結晶構造解析によって研究されている。RNA鎖のリン酸化5'末端はArgonauteタンパク質の保存された塩基性ポケットに入り、マグネシウムなどの二価カチオンを介して、また5'末端のヌクレオチドと保存されたチロシン残基とのスタッキングによって接触を行っている。この部位はsiRNAが標的mRNAへ結合する際の核形成部位となると考えられている。ガイド鎖の5'末端または3'末端のミスマッチによる阻害効果の解析からは、ガイド鎖の5'末端は標的mRNAとのマッチングと結合を担う一方で、3'末端は標的mRNAをRISCが切断を行いやすい領域へ物理的に配置をする役割を担っている可能性が高いことが示されている。
活性化されたRISC複合体が細胞内のmRNA標的をどのように見つけているのかに関しては未解明である。切断過程と翻訳との関連性が提唱されているが、標的mRNAの翻訳はRNAiを介した分解に必要不可欠なものではない。事実、RNAiは翻訳されていない標的mRNAに対してより効率的に働いている可能性がある。Argonauteタンパク質はP-body（cytoplasmic body、GW bodyとも）と呼ばれる細胞質の特定の領域に局在している。この領域ではｍRNAの分解が高率で行われており、miRNAの活性もP-bodyに集中している。P-bodyの破壊によってRNAiの効率が低下することから、この部位がRNAi過程に重要であることが示唆される。

### 転写サイレンシング

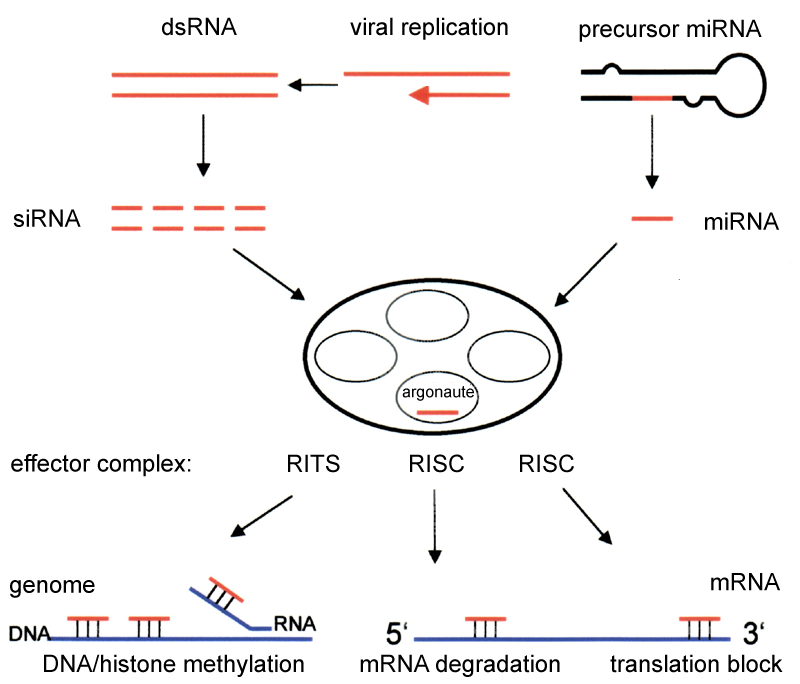
DicerはdsRNAをトリミングし、siRNAまたはmiRNAを形成する。こうしたプロセシングを受けたRNAはRISCに取り込まれ、DNAや新生RNA鎖を標的として転写をサイレンシングしたり、mRNAを標的として翻訳を阻害したりする。

RNAi経路の構成要素は、多くの真核生物においてゲノムの組織化と構造の維持に利用されている。ヒストンの修飾とそれに関連したヘテロクロマチン形成の誘導は、転写前段階で遺伝子をダウンレギュレーションする役割を果たす。この過程はRNA誘導転写サイレンシング（RITS）と呼ばれ、RITS複合体と呼ばれるタンパク質複合体によって行われる。分裂酵母Schizosaccharomyces pombeでは、この複合体にはArgonaute、クロモドメインタンパク質Chp1、そしてTas3と呼ばれる機能未知タンパク質が含まれる。ヘテロクロマチン領域の誘導と拡大にはArgonauteとRdRPタンパク質が必要である。これらの遺伝子を欠失させた分裂酵母は、ヒストンメチル化とセントロメア形成が破壊され、細胞分裂の進行は遅くなるか、もしくは後期の段階で停止する。またある場合には、ヒストン修飾と関係した同様の過程によって遺伝子の転写がアップレギュレーションされることも観察されている。
RITS複合体がヘテロクロマチンの形成や組織化を誘導する機構の詳細は未解明である。多くの研究は分裂酵母の接合型遺伝子座に焦点を当てているが、この遺伝子座における活性は他の生物やゲノム領域における活性を代表するものではない可能性もある。既存のヘテロクロマチン領域の維持に際しては、RITSはその領域の遺伝子に相補的なsiRNAと複合体を形成してその領域のメチル化ヒストンと安定に結合し、RNAポリメラーゼによって転写が開始されたpre-mRNA新生鎖を、転写と共役した形で分解している。ヘテロクロマチン領域の維持ではなく形成過程はDicer依存的であるが、それはおそらく転写産物を標的とするsiRNAが最初に形成される際にはDicerが必要であるためである。新たなsiRNAは偶発的な転写による新生鎖からRdRPによって形成され、その領域に位置するRITS複合体へ取り込まれるため、ヘテロクロマチンの維持は自己強化型フィードバックループとして機能することが示唆されている。分裂酵母の接合型遺伝子座やセントロメアにおける観察と哺乳類での現象との対応は明らかではなく、哺乳類細胞におけるヘテロクロマチンの維持はRNAi経路の構成要素とは無関係である可能性もある。

### RNA編集とのクロストーク
高等真核生物で最も広くみられるRNA編集は、ADARによるdsRNA中のアデノシンヌクレオチド（A）のイノシン（I）への変換である。RNAiとA→IのRNA編集経路が共通したdsRNA基質をめぐって競合する可能性は2000年に提唱された。一部のpre-miRNAはA→I RNA編集を受け、この機構は成熟型miRNAへのプロセシングと発現を調節している可能性がある。さらに、哺乳類のADARの少なくとも1種類に関してはsiRNAをRNAi経路の構成要素から隔離することが示されている。ADARを持たないC. elegans系統を用いた研究からは、内在性遺伝子や導入遺伝子のRNAiによるサイレンシングにA→I RNA編集が対抗していることが示されており、このこともこのモデルを支持している。

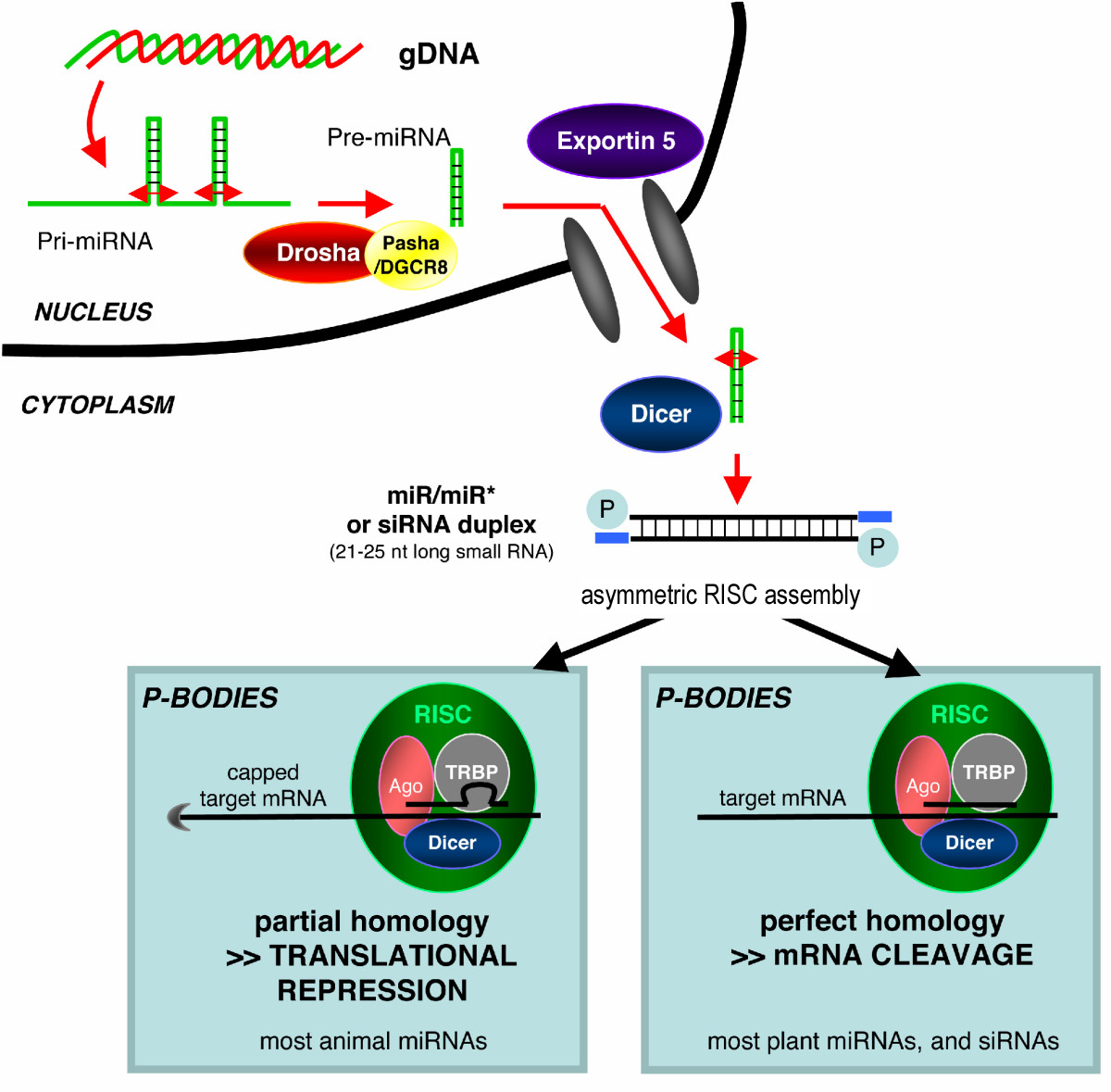
植物と動物における遺伝子サイレンシグの大きな差異。内因性に発現したmiRNAまたは外因性のsiRNAはDicerによってプロセシングされてRISCに取り込まれ、遺伝子サイレンシングを媒介する。

### 生物種間の多様性
外来dsRNAを取り込み、そしてそれらをRNAi経路で利用する能力は、生物によって差がある。RNAiの効果は、植物やC. eleganでは全身的かつ遺伝性のものであるが、ショウジョウバエや哺乳類ではそうではない。植物では、RNAiは原形質連絡（細胞間のコミュニケーションや輸送を可能にする、細胞壁に存在するチャネル）を介した細胞間でのsiRNAの輸送によって全身へ伝播していくと考えられている。またその遺伝性はRNAiの標的となったプロモーターがメチル化されることによるものであり、メチル化パターンは新たな世代の細胞が生じるたびにコピーされる。植物と動物のおおまかな違いは、内因的に産生されるmiRNAの標的性にある。植物では、通常miRNAはその標的遺伝子に対して（ほぼ）完全に相補的であり、RISCによる直接的なmRNAの切断が誘導されるのに対し、動物のmiRNAは標的となる配列がより多様である傾向があり、翻訳抑制が誘導される。この翻訳抑制効果は、翻訳開始因子とmRNAのポリアデニル化テールとの相互作用の阻害によって行われている可能性がある。
リーシュマニアLeishmania majorやトリパノソーマTrypanosoma cruziなど、一部の原生動物にはRNAi経路が全く存在しない。一部の菌類でも大部分またはすべての構成要素が存在せず、そうした生物として最も有名なのはモデル生物でもある出芽酵母Saccharomyces cerevisiaeである。Saccharomyces castelliiやカンジダCandida albicansなどの他の出芽酵母にはRNAiが存在し、S. castellii由来の2つのRNAi関連タンパク質を誘導することで、S. cerevisiaeでもRNAiが促進されることが示されている。子嚢菌門や担子菌門の特定の種でRNAi経路が存在しないことは、RNAサイレンシングに必要なタンパク質が多くの菌類系統で独立に失われたことを示しており、おそらく類似した機能を持つ新たな経路の進化か、特定のニッチにおいて選択上の有利さが存在しなかったためであると考えられる。

### 関連する原核生物のシステム
原核生物における遺伝子発現は、いくつかの面でRNAiと類似したRNAベースの系の影響を受ける。RNAをコードする遺伝子は、mRNAとアニーリングする相補的なRNAを産生することで、mRNAの存在量や翻訳を制御する。しかし、こうした調節性RNAにはDicerは関与せず、一般的にはmiRNAに類似したものとはみなされていない。原核生物におけるCRISPR系が真核生物におけるRNAi系と類似したものであることも示唆されているが、どのタンパク質構成要素もオーソロガスではない。

## 生物学的機能

### 免疫
RNAiはウイルスやその他の外来性遺伝物質に対する免疫応答の重要な部分をなしており、特に植物ではトランスポゾンの自己増殖も防いでいる。シロイヌナズナArabidopsis thalianaなどの植物は複数のDicerホモログを発現しており、これらは植物が異なるウイルスに曝露した際には異なる反応を示すよう専門化されている。RNAi経路が十分に理解される前から、植物における遺伝子サイレンシングの誘導がその植物全体に伝播したり、また接ぎ木によって台木から接ぎ穂へ移行したりすることがあることが知られていた。この現象は、ウイルスに最初に遭遇した後、植物全体がウイルスへ応答することを可能にする、植物の免疫系の特徴として認識されていた。一方、多くの植物ウイルスもRNAi経路を抑制する精巧な機構を進化させてきた。こうしたものの中には、Dicerによって産生される一本鎖オーバーハング末端を持つ短い二本鎖RNA断片に対して結合するウイルスタンパク質などが含まれる。一部の植物のゲノムは、特定種の細菌の感染に対する応答として、内因性のsiRNAを発現する。これらは、感染過程の助けとなりうる宿主のあらゆる代謝過程をダウンレギュレーションする、病原体に対する全般的応答の一部である可能性がある。
一般的に動物で発現しているDicerの種類は植物よりも少ないが、一部の動物ではRNAiが抗ウイルス応答を行っている。ショウジョウバエでは幼体と成体の双方において、RNAiは抗ウイルス免疫応答に重要であり、ショウジョウバエXウイルスなどの病原体に対して活性を示す。免疫における同様の役割はC. elegansでも作用している可能性があり、ウイルスに応答してArgonauteタンパク質はアップレギュレーションされ、またRNAi経路のの構成要素を過剰発現した線虫はウイルス感染に対して耐性を示す。
哺乳類の自然免疫におけるRNAiの役割の理解は進んでおらず、比較的わずかなデータしか存在しない。哺乳類細胞における機能的な抗ウイルスRNAi経路の存在を示す証拠は提示されており、また哺乳類細胞のRNAi応答を抑制する遺伝子をコードするウイルスの存在は哺乳類におけるRNAi依存的な免疫応答を支持する証拠となる可能性がある。しかしながら、この仮説には十分な証拠がないとして異議も唱えられている。
哺乳類のウイルスにおけるRNAiには他の機能もあり、ヘルペスウイルスが発現するmiRNAはウイルス潜伏を媒介するヘテロクロマチン組織化の引き金として作用している可能性がある。

### 遺伝子のダウンレギュレーション
内因的に発現しているmiRNAは、イントロン内に位置するのものも遺伝子間領域に位置するものも、翻訳抑制そして発生の調節に最も重要であり、形態形成の時期の決定や、幹細胞などの未分化状態や不完全分化状態の細胞種の維持に特に重要である。遺伝子発現のダウンレギュレーションにおける内因性miRNAの役割は、1993年にC. elegansで初めて記載された。植物では、この機能はシロイヌナズナのmiR-JAWが植物の形状を制御するいくつかの遺伝子の調節に関与していることが示された際に発見された。植物では、miRNAによって調節される遺伝子の大部分は転写因子である。そのためmiRNAの活性は特に広範囲にわたり、転写因子やFボックスタンパク質など重要な調節遺伝子を調節することで発生時に遺伝子ネットワーク全体を調節する。ヒトを含む多くの生物では、miRNAは腫瘍形成や細胞周期の調節異常と関連づけられている。miRNAはがん遺伝子としてもがん抑制遺伝子としても機能する。

## 進化
最大節約法による系統学的解析に基づくと、全真核生物の最近共通祖先はすでに原始的なRNAi経路を持っていた可能性が極めて高く、特定の真核生物にRNAi経路が存在しないことは派生形質であると考えられている。この祖先型のRNAi系は、少なくとも1つのDicer様タンパク質、1つのArgonauteタンパク質、1つのPiwiタンパク質、そしてRNA依存性RNAポリメラーゼを含んでいたと考えられ、これらは細胞中で他の役割を果たしていた可能性もある。大規模な比較ゲノミクス研究でも同様に、真核生物のクラウングループはすでにこれらの構成要素を持っており、エキソソームなどの一般的なRNA分解系とより密接な機能的関係を持っていた可能性があることが示唆されている。またこの研究は、真核生物、大部分の古細菌、そして少なくとも一部の細菌（Aquifex aeolicusなど）に共通して存在するRNA結合性のArgonauteタンパク質ファミリーは、翻訳開始系の構成要素と相同であり、そしてそこから進化したものであることも示唆している。

## 応用

### 遺伝子ノックダウンのためのRNAi経路
RNAi経路は実験生物学において、培養細胞やモデル生物におけるin vivoでの遺伝子機能の研究のためにしばしば利用される。目的の遺伝子に対して相補的な配列を持つ二本鎖RNAが合成され、細胞または個体に導入される。そこで二本鎖RNAは外因性の遺伝子物質と認識され、RNAi経路が活性化される。この機構を用いて標的遺伝子の発現の劇的な低下を引き起こすことが可能であり、そしてこの低下の影響を研究することで遺伝子産物の生理学的役割を示すことができる。RNAiでは遺伝子の発現が完全には抑制されない場合があるため、遺伝子の発現が完全に除去される「ノックアウト」と区別して、「ノックダウン」と呼ばれることがある。遺伝子アレイデータを用いたRNAiのサイレンシング効率の検証では、429の独立した実験において失敗率は18.5%であることが示されている。
遺伝子ノックダウン効果を最大化しオフターゲット効果を最小化するdsRNAの設計法に関して、計算生物学では多くの研究がなされている。オフターゲット効果は、導入されたRNAの配列が複数の遺伝子と対合して発現を低下させるために生じる。ヒト、C. elegans、S. pombeのゲノム研究からは、可能なsiRNA配列のうち約10%で重大なオフターゲット効果が生じる可能性があると推定されている。一般的、哺乳類特異的、そしてウイルス特異的なsiRNAを設計し、自動的に交差反応性のチェックを行うアルゴリズムを備えたソフトウェアツールが多く開発されている。
生物種や実験系に応じて、外因性RNAはDicerによって切断されるように設計された長鎖RNAである場合や、siRNA基質として作用するよう設計された短鎖RNAである場合がある。ほとんどの哺乳類細胞では、長い二本鎖RNA分子に対しては外来遺伝物質に非特異的に作用する自然免疫の一種であるインターフェロン応答が誘導されるため、短いRNAが利用される。マウスの卵母細胞や初期胚は外因性dsRNAに対するこの応答を欠くため、哺乳類の遺伝子ノックダウン効果を研究するための一般的なモデル系となっている。siRNAが転写される適切な配列をコードしたプラスミドの安定トランスフェクションや、より精巧なレンチウイルスベクターシステムによって転写の活性化や不活性化の誘導を可能にしたコンディショナルRNAi（conditional RNAi）と呼ばれる技術など、siRNAの直接導入を回避することで哺乳類系におけるRNAiの有用性を改善した特殊な実験技術も開発されている。

### 機能ゲノミクス

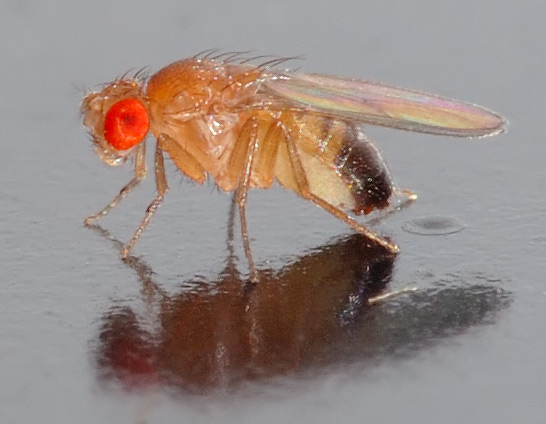
RNAi実験で一般的に利用されるモデル生物であるショウジョウバエの正常な成体

ゲノムワイドRNAiライブラリの設計には、一定の実験条件のセットに対して単一のsiRNAを設計するよりも高度な技術が必要となる場合がある。siRNAライブラリの設計や遺伝子ノックダウン時の効率の予測には、ニューラルネットワークがよく利用される。マスゲノムスクリーニングはゲノムアノテーションのための有望な方法として広く知られており、マイクロアレイベースのハイスループットスクリーニングの開発の引き金となった。しかし、こうしたスクリーニングの有用性や、モデル生物で開発された技術が近縁種にも一般化できるのか、例えばC. elegansの技術が関連する寄生性線虫に応用可能であるのかに関しては疑問視されている。

### 医療
医療におけるRNAiの利用の歴史
動物におけるRNAサイレンシングの最初の例は1996年に記載された。線虫C. elegansにおいて、par-1 mRNAのセンス鎖とアンチセンス鎖のRNAを導入することで、par-1 mRNAの分解が引き起こされることが観察された。この分解は一本鎖RNAによって開始されると考えられていたが、その2年後の1998年、ファイアーとメローによってこのpar-1遺伝子発現のサイレンシング能力は実際には二本鎖RNAによって開始されていることが発見された。この発見によって、彼らはノーベル生理学・医学賞を受賞した。この画期的な発見の直後、合成siRNAを用いることで、サイレンシングの標的は遺伝子全体ではなく遺伝子中の特定の配列とすることが可能であることが発見された。そのわずか1年後、トランスジェニックマウスにおいてC型肝炎ウイルス配列を標的として、この配列特異的なサイレンシングの治療応用が実証された。それ以降、RNAiの治療応用を広げる試みが多くの研究者によってなされ、具体的にはさまざまなタイプのがんを引き起こす遺伝子を標的とすることに関心が寄せられた。2006年までに臨床試験に到達した最初の応用は、黄斑変性とRSウイルスの治療であった。その4年後、ナノ粒子デリバリーシステムを用いて、固形腫瘍を標的としたヒトでの初めての第I相臨床試験が開始された。現在のところ大部分の研究はがん治療へのRNAiの応用を試みるものであるが、可能な応用は広範囲にわたる。RNAiは、ウイルス、細菌、寄生虫による感染症、不適応な遺伝子変異の治療、薬物使用の制御、疼痛管理、さらには睡眠の調節にも利用できる可能性がある。

#### 治療応用

##### ウイルス感染
抗ウイルス治療はRNAiベースの医療応用として最初期に提唱されたものであり、2つの異なる種類のものが開発されている。1つはウイルスのRNAを標的とするものである。ウイルスのRNAを標的化することで、HIV、HPV、A型肝炎ウイルス、B型肝炎ウイルス、インフルエンザウイルス、RSウイルス、SARSコロナウイルス、アデノウイルス、麻疹ウイルスなど、多数のウイルスの複製を抑制できることが多くの研究により示されている。もう1つの戦略は、宿主細胞の遺伝子を標的とすることでウイルスの侵入を防ぐものである。たとえば、宿主細胞のケモカイン受容体（CXCR4とCCR5）を抑制することでHIVの侵入を防ぐことができる。

##### がん
伝統的な化学療法はがん細胞を効果的に殺すことができるが、正常細胞とがん細胞を区別する特異性を欠くために通常は重大な副作用を伴う。RNAiはがんと関連した遺伝子（がん遺伝子など）を標的とすることで腫瘍の成長を阻害する、より特異的なアプローチとなることが多くの研究で示されている。RNAiはがん細胞の化学療法薬に対する感受性を高めることも可能であり、化学療法との併用療法も提唱されている。細胞の浸潤や遊走の阻害も、RNAiベースの他の治療法となる可能性がある。

##### 神経疾患
RNAiは神経変性疾患の治療法となる可能性が示されている。細胞やマウスでの研究では、アミロイドβ（Aβ）を産生する遺伝子（BACE1やAPPなど）をRNAiで特異的に標的化することで、アルツハイマー病と関係するAβペプチドの量を大きく低下させることができることが示されている。さらに、こうしたサイレンシングベースのアプローチは、パーキンソン病やポリグルタミン病の治療においても有望な結果をもたらしている。

#### 治療応用における困難
RNAiの臨床的可能性の実現のためには、siRNAが効率的に標的組織の細胞へ輸送される必要がある。しかしながら、臨床利用までに克服すべきさまざまな障壁が存在する。例えば、「裸」のsiRNAはその治療効力を低下させるいくつかの障害の影響を受けやすい。いったんsiRNAが血流に移行すると、裸のRNAは血清中のヌクレアーゼによって分解されたり、自然免疫系を刺激したりする。また、そのサイズと高いアニオン性のため、未修飾のsiRNA分子が細胞膜を通って細胞内へ移行するのは容易ではない。そのため、人工的なsiRNAやナノ粒子に封入したsiRNAを利用する必要がある。しかしながら、細胞膜を越えたsiRNAの輸送にはさらに固有の問題が存在する。siRNAが細胞膜を越えて輸送された場合、その量が最適化されていなければ意図しない毒性が生じたり、オフターゲット効果（部分的な配列相補性を持つ遺伝子に対する意図しないダウンレギュレーションなど）が生じたりする可能性がある。細胞に移行した後も、その効果は細胞分裂ごとに希釈されるため繰り返し投与が必要である。また、dsRNAを運搬するベクターの一部には調節作用がある場合があるため、非特異的な副作用も考慮し、制御される必要がある。

#### 免疫応答の刺激
ヒトの免疫系は、自然免疫系と獲得免疫系の2種類に分類される。自然免疫系は感染に対する第一の防御機構であり、病原体に対して一般的応答を行う。一方、獲得免疫系は自然免疫系よりも後で進化した系であり、病原体の分子の特定の部分に反応するよう訓練された、高度に専門化されたB細胞とT細胞によって構成される。
siRNAは自然免疫系によって制御されており、自然免疫系による応答はさらに急性炎症応答と抗ウイルス応答に分類される。炎症応答では、低分子シグナル伝達分子やIL-1、IL-6、IL-12、TNF-αなどのサイトカインが誘導される。こうした炎症性サイトカインは食作用を刺激し、侵入した病原体を破壊する。抗ウイルス応答では、IFN-αやIFN-βなどのタイプIインターフェロンの放出や抗ウイルス遺伝子のアップレギュレーションが誘導される。どちらの応答も、パターン認識受容体（PRR）の刺激を介して引き起こされる。複数のPRRによってRNA構造のさまざまな側面が認識されるため、免疫刺激を避けることは困難なものとなっている。

#### 治療技術としての展望
2015年から2017年にかけて行われたsiRNA治療の第I・II相試験では、肝臓での強力かつ持続的な遺伝子ノックダウン効果と臨床効果を示す一部の徴候がみられ、許容できない毒性はみられなかった。トランスサイレチンの変異によって引き起こされる家族性神経変性・心筋症の治療へ向けた2つの第III相試験が進行中である。多くの研究でin vivoデリバリーシステムの有望性は示されており、またそれらの多様な特性は無数の応用を可能にしている。最も有望なものはナノ粒子デリバリーシステムであるが、製品の安定した品質を確保するためには厳密に制御された混合過程が必要となることなど、製造過程のスケールアップにはさらなる課題が残されている。

### バイオテクノロジー
RNAiはバイオテクノロジー分野で応用されており、他の分野でも商業化が近い。ニコチンを含まないタバコ、カフェインを含まないコーヒー、栄養素を強化した野菜、低アレルゲンの作物など、RNAiを利用した新たな作物が発されている。遺伝子改変されたリンゴArctic Applesは2015年にFDAの承認を受けた。このリンゴはPPO（ポリフェノールオキシダーゼ）遺伝子をRNAiによって抑制することで、果実を切った後の褐変が起こらないようになっている。PPOがサイレンシングされたリンゴは、クロロゲン酸を標準的なキノン産物へと変換することができないため、変色が起こらない。
作物学におけるRNAiの応用には、ストレス耐性の付与や栄養素の強化などの改善などいくつかの可能性がある。RNAiはC3植物の生産性の向上のための光呼吸の阻害のほか、早期の開花、成熟や老化の遅れ、休眠の解除、ストレスに強い植物、自家不和合性の克服などの誘導に有用である可能性がある。

#### 食品
RNAiは食料生産における将来的有望性が示されているが、まだ若い技術であるためその利点と欠点に対する理解に欠けるところがある。そのため、よりよく理解し誤解を取り除く必要がある。RNAiはすでに、天然毒素の産生が少ない遺伝子組み換え植物に利用されている。こうした技術は、植物においてRNAiの表現型が安定かつ遺伝性のものであることを利用している。ワタの種子はタンパク質に富むが、有毒テルペノイドであるゴシポールを含むためヒトの食物としては適さない。ゴシポール自体は害虫による損傷から植物を守るために重要であるため、植物の他の部分に影響を与えることなく種子でのみゴシポールの産生に重要な酵素δ-カジネンシンターゼを減少させるためにRNAiが利用されている。同様に、キャッサバでシアン化物の原料となるリナマリンを減少させる試みも行われている。
トマト類ではアレルゲンの減少や抗酸化物質の強化に成功している。Flavr Savrトマトやパパイヤリングスポットウイルス耐性パパイヤの2品種など、これまで商業化されている品種はもともとアンチセンス技術を用いて開発されたものであるが、実際にはRNAi経路が利用されている可能性が高い。アスペルギルス・フラバスAspergillus flavusのα-アミラーゼを標的としたRNAiによるサイレンシングはトウモロコシ内でのこの菌類の増殖を低下せ、穀物を危険なアフラトキシンによる汚染から防ぐために利用されている。タマネギでの催涙因子合成酵素（lachrymatory factor synthase）のサイレンシングは切っても涙の出ないタマネギの生産に、アブラナでのBP1遺伝子のサイレンシングは光合成の改善に利用されている。コムギでは、アミロース含量の増大を目的としてSBEIIa、SBEIIb遺伝子が標的となっているほか、六倍体品種の機能ゲノミクス研究にRNAiが、そしてLr21遺伝子によってもたらされるコムギ赤さび病耐性機構の研究のためにvirus-induced gene silencing（VIGS、RNAiの一種）が利用されている。　

#### その他の作物
タバコでは発がん性を有する可能性が高い物質の前駆体を減少させる取り組みが行われている。また実験室レベルでは、一般的な植物ウイルスに対する耐性の付与などの改変が行われている。ケシによる非麻薬性アルカロイドの産生も試みられている。

#### 殺虫剤
殺虫剤としてのRNAiの開発が行われており、遺伝子操作や外部からの投与など複数のアプローチがとられている。一部の昆虫の中腸の細胞は、environmental RNAiと呼ばれる過程でdsRNA分子を取り込むことがある。一部の昆虫では、その効果は昆虫の体中に広がり、全身に作用する。ヒトがこうした殺虫性のdsRNAを発現する遺伝子組み換え作物を消費することで予想される曝露量の数百万倍の量を曝露した場合でも、動物に悪影響はみられない。
RNAiの影響は鱗翅目（チョウやガ）の生物種によってさまざまに異なり、おそらくそれは唾液や消化液のRNA分解能力の違いによるものである。cotton bollworm、シロイチモジヨトウ、ニカメイガでは給餌によるRNAi感受性は示されていない。
RNAiに対する耐性は広域的、すなわちある配列に対する耐性が他のdsRNA配列に対する耐性も付与する可能性が示唆されている。あるウエスタンコーンルートワームの実験室集団では、腸からのDvSnf7を標的としたdsRNAの取り込みが起こらないために耐性が生じている。DvSnf7に対する他のdsRNA配列を試した際にも有効性は見られず、耐性管理は単純にdsRNAの配列を切り替えるだけでは困難であることが示唆される。バチルス・チューリンゲンシスBacillus thuringiensis由来のCryタンパク質とRNAiなど複数の戦略を併用することで、耐性の出現は遅らせることができると考えられている。
ショウジョウバエ属Drosophila spp.、カイコガBombyx mori、トノサマバッタ属Locusta spp、スポドプテラ属Spodoptera spp.、コクヌストモドキTribolium castaneum、トビイロウンカNilaparvata lugens、オオタバコガHelicoverpa armigera、セイヨウミツバチApis melliferaは、昆虫の特定の系統内でRNAiがどのように機能するかを知るために広く利用されているモデルである。イエバエMusca domesticaはAgo2遺伝子を2つ持ち、ツェツェバエGlossina morsitansは3つ持つことが知られている。miRNA経路に関しては、ロシアコムギアブラムシDiuraphis noxiaは2つのAgo1、M. domesticaは2つのDcr1、エンドウヒゲナガアブラムシAcyrthosiphon pisumはAgo1、Loqs、Dcr1を2つずつ持ち、Pashaを4つ持つ。piRNAに関しては、G. morsitansとA. pisumは2つまたは3つのAgo3を持つ。こうした研究により、将来的な殺虫剤開発の標的や、作用機序、他の殺虫剤に対する耐性の理由などが明らかとなった。

##### トランスジェニック植物
トランスジェニック作物はdsRNAを発現するように作製されており、その配列は標的害虫の重要な遺伝子をサイレンシングするよう慎重に選ばれたものである。こうしたdsRNAは、特定の遺伝子配列を発現する昆虫のみに影響を与えるよう設計されている。2009年の実証実験では、RNAが4種のショウジョウバエのうちいずれか1種のみに対して殺虫作用を示し、他の3種には害を及ぼさないことが示された。
2012年、シンジェンタはベルギーのRNAi企業Devgenを5億2200万ドルで買収し、モンサントはアルナイラム・ファーマシューティカルズから知的財産権の独占権を2920万ドルで取得した。ペルー・リマの国際ポテトセンターでは、幼虫によるサツマイモの食害が世界的に問題となっているアリモドキゾウムシに対する標的遺伝子の探索が行われている。他にも、アリ、毛虫、pollen beetleなどの遺伝子のサイレンシングが試みられている。モンサントは、アメリカ合衆国だけで毎年10億ドルの被害をもたらしているウエスタンコーンルートワームのSnf7遺伝子を標的としたdsRNAを発現する、トランスジェニックトウモロコシの種子を初めて販売することとなる可能性が高い。2012年の論文では、Snf7のサイレンシングは幼虫の成長を止め、数日以内に死滅させることが示されている。2013年に同チームは、このRNAが他の生物種に影響を与えることはほとんどないことを示した。

##### 外部からの投与
dsRNAは遺伝子組み換え以外の方法でも供給することができる。1つのアプローチは、灌漑用水への添加である。RNA分子は植物の維管束系へ吸収され、その植物を食べる昆虫を殺す。他のアプローチは、従来の農薬のような形でのdsRNAの噴霧である。こうした方法は耐性の出現に対してより早く対応することができるが、dsRNAの低コストでの作製法を必要とし、そうした手法は現在のところ存在しない。

### ゲノムスケールでのスクリーニング
ゲノムスケールでのRNAi研究は、ハイスループットスクリーニング（HTS）技術に依存している。RNAi HTS技術はゲノムワイドな機能喪失スクリーニングを可能にし、特定の表現型と関係する遺伝子の同定に広く利用されている。この技術は、遺伝子発現マイクロアレイや一塩基多型発見プラットフォームといったゲノミクスの第一の波に続く、第二の波となる可能性があるとの評価がなされている。ゲノムスケールでのRNAiスクリーニングの大きな利点の1つは、数千もの遺伝子を同時に調査することができる点である。ゲノムスケールでのRNAiスクリーニングでは1つの実験から大量のデータが生み出されるため、データ生成量の爆発的増加をもたらしている。こうした巨大なデータセットの処理は基本的な課題となっており、適切な統計学やバイオインフォマティクス的手法を必要とする。細胞ベースのRNAiスクリーニングの基本的過程は、RNAiライブラリや頑強で安定した細胞種の選択、RNAi試薬によるトランスフェクション、処理とインキュベーション、シグナル検出、重要な遺伝子または治療標的遺伝子の解析、同定などからなる。

## 歴史

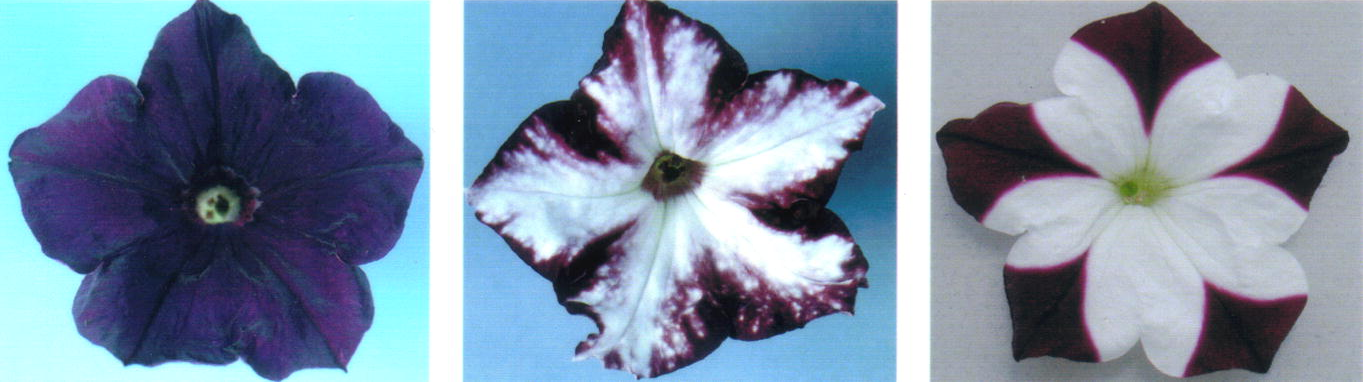
RNAiによって色素形成のための遺伝子がサイレンシングされたペチュニアの例。左は野生型、右の2つでは導入遺伝子と内在性遺伝子の双方の発現の抑制を誘導する遺伝子導入の結果、色素を持たない白い領域が生じている。

RNAi過程は、それがRNAと関連した機構であることが知られる前には、"co-suppression"や"quelling"と呼ばれていた。RNAiの発見に先立って、トランスジェニック植物で発現させたアンチセンスRNAによる転写阻害がまず観察され、そして1990年代初頭のアメリカ合衆国とオランダの植物学者によって行われた実験による予想外の結果の報告によってより直接的にRNAiの発見への道が開かれた。この実験ではペチュニアの花の色の変化が試みられ、研究者らは正常なピンクまたはスミレ色の花のペチュニアに対し、花の色素形成に重要な酵素であるカルコンシンターゼをコードする遺伝子のさらなるコピーを導入した。コピー数の増加による遺伝子の過剰発現によってより濃い色の花となることが予想されたが、実際には一部の花では紫色の色素は薄くなり、そして斑入りのパターンが形成されることもあった。このことは、カルコンシンターゼの活性は状況依存的に大きく低下するか、または抑制されていることを示していた。後に、一部の形質転換体のゲノム中のさまざまな位置で反対向きのプロモーターに隣接して導入遺伝子が挿入された結果、プロモーターの活性化によってアンチセンス転写産物が発現し、遺伝子がサイレンシングされたという説明がなされた。初期のRNAiの観察の他の例としてはアカパンカビNeurospora crassaの研究のものがあるが、これが関連した現象であるとはすぐには認識されなかった。植物での現象のさらなる研究によって、ダウンレギュレーションはmRNAの分解率の上昇を介した、遺伝子発現の転写後阻害によるものであることが示された。この現象は"co-suppression of gene expression"と呼ばれたが、その分子機構はいまだ不明のままであった。
それから間もなく、ウイルス病に対する植物の耐性の改善に取り組んでいた植物ウイルス学者らによって、類似した予想外の現象が観察された。ウイルス特異的タンパク質を発現する植物はウイルス感染に対するトレランス（tolerance）や抵抗性（resistance）の向上がみられることは知られていたが、ウイルスRNA配列の短い非コード領域のみを持つ植物も同様の防御レベルを示すという予想外の結果が得られた。研究者らは導入遺伝子によって産生されるウイルスRNAがウイルスの複製を阻害すると考えた。逆実験として、植物遺伝子の短い配列を導入したウイルスは、感染した植物で標的遺伝子を抑制することが示された。この現象は"virus-induced gene silencing"（VIGS）と呼ばれ、これらの現象はまとめて"post transcriptional gene silencing"と呼ばれるようになった。
こうした植物における初期の観察の後、他の生物種におけるこうした現象の探索が行われた。クレイグ・メローとアンドリュー・ファイアーによる1998年のNature誌の論文では、C. elegansに二本鎖RNAを注入した後に強力な遺伝子サイレンシング効果がみられることが報告された。彼らは筋タンパク質の産生の調節の研究の際に、mRNAやアンチセンスRNAの注入はタンパク質産生に影響を及ぼさないが、二本鎖RNAの注入によって標的遺伝子がサイレンシングされることを発見した。この研究をもとに、RNAiという用語を作った。この発見は、この現象の原因となる因子を初めて同定したこととなる。ファイアーとメローは2006年にノーベル生理学・医学賞を受賞した。